# 큐로모터스
큐로모터스 주식회사(영어: CURO MOTORS)는 큐로홀딩스 계열의 화물자동차 수입 대행사로, 이스즈 자동차의 대한민국 판매사이다.

## 수입 차종
- 이스즈 엘프[4]